# Odontestra malgassica
Odontestra malgassica är en fjärilsart som beskrevs av Pierre E.L. Viette 1969. Odontestra malgassica ingår i släktet Odontestra och familjen nattflyn. Inga underarter finns listade i Catalogue of Life.